# شبکه سه و نیم
شبکه سه و نیم نام یک مجموعه تلویزیونی می‌باشد که در سال ۱۳۸۴ از شبکه سه و به کارگردانی داریوش کاردان پخش شد.

## خلاصه داستان
استاد خرناس تصمیم میگیرد یک شبکه تلویزیونی خصوصی تحت عنوان شبکه سه و نیم تأسیس کند که برنامه‌های آن شامل اخبار روز، برنامه نود و سه و نیم (تقلیدی از برنامه نود) و کلیپ‌های تصویری اجرای موسیقی می‌شود. در این مجموعه مسائل و مشکلات تولید اثر تلویزیونی و مشکلات اجتماعی و فرهنگی در قالب طنز نشان داده می‌شوند.

## بازیگران
| بازیگر         | نقش                       |
| -------------- | ------------------------- |
| داریوش کاردان  | استاد خرناس/داریوش کاردان |
| حسین رفیعی     | معاون شبکه                |
| معصومه کریمی   | منشی                      |
| بهنوش بختیاری  | گوینده خبر                |
| هادی کاظمی     | مسئول اتاق سانسور         |
| حمید شریف‌نیا   | آبدارچی/مسئول فنی         |
| بابک نهرین     | آبدارچی                   |
| مهران غفوریان  |                           |
| مجید یاسر      | خواننده                   |
| مجید زارع زاده |                           |